# Arachnothryx pyramidalis
Arachnothryx pyramidalis är en måreväxtart som först beskrevs av Cyrus Longworth Lundell, och fick sitt nu gällande namn av Attila L. Borhidi. Arachnothryx pyramidalis ingår i släktet Arachnothryx och familjen måreväxter. Inga underarter finns listade i Catalogue of Life.